# Боцвана на Светском првенству у атлетици на отвореном 2013.
Боцвана на Светском првенству у атлетици на отвореном 2013. одржаном у Москви од 10. до 18. августа, учествовала је четрнаести пут, односно учествовала је на свим светским првенствима одржаним до данас. Репрезентацију Боцване представљало је 11 атлетичара (6 мушкараца и 5 жена), који су се такмичили у 6 атлетских дисциплина.,
Боцвана је освојила једну сребрну медаљу, па је по броју освојених медаља делила 26. место. У табели успешности према броју и пласману такмичара који су учествовали у финалним такмичењима (првих 8 такмичара)) Боцвана је са једним учесником у финалу делила 38. место са 7 бодова.
Такмичари Боцване нису оборили ниједан национални рекорд. Постигнута су два најбоља лични резултата сезоне.
| Плас. | Земља   | 1. место | 2. место | 3. место | 4. место | 5. место | 6. место | 7. место | 8. место | Бр. финал. | Бод. |
| ----- | ------- | -------- | -------- | -------- | -------- | -------- | -------- | -------- | -------- | ---------- | ---- |
| 38.   | Боцвана | 0        | 1        | 0        | 0        | 0        | 0        | 0        | 0        | 1          | 7    |

## Учесници
| Мушкарци: - Ајзак Маквала — 200 м и 4 х 400 м - Најџел Ејмос — 800 м и 4 х 400 м - Pako Seribe — 4 х 400 м - Obakeng Ngwigwa — 4 х 400 м - Thapelo Ketlogetswe — 4 х 400 м - Кабело Кгосијеманг — Скок увис | Жене: - Амантле Монтшо — 400 м и 4 х 400 м - Goitseone Seleka — 4 х 400 м - Lydia Mashila — 4 х 400 м - Oarabile Babolayi — 4 х 400 м - Christine Botlogetswe — 4 х 400 м |  |

## Освајачи медаља

### Сребро
- Амантле Монтшо — 400 м

## Резултати

### Мушкарци
| Атлетичар                                                      | Дисциплина | Лични рекорд | Квалификације  | Квалификације  | Полуфинале           | Полуфинале           | Финале                | Финале         | Детаљи                                   |
| Атлетичар                                                      | Дисциплина | Лични рекорд | Резултат       | Место          | Резултат             | Место                | Резултат              | Место          | Детаљи                                   |
| -------------------------------------------------------------- | ---------- | ------------ | -------------- | -------------- | -------------------- | -------------------- | --------------------- | -------------- | ---------------------------------------- |
| Ајзак Маквала                                                  | 200 м      | 20,21 НР     | 20,84          | 5. у гр 1      | Није се квалификовао | Није се квалификовао | Није се квалификовао  | 28 / 55 (56)   |                                          |
| Најџел Ејмос                                                   | 800 м      | 1:41,73 НР   | Није стартовао | Није стартовао | Није стартовао       | Није стартовао       | Није стартовао        | Није стартовао |                                          |
| Pako Seribe Obakeng Ngwigwa Ајзак Маквала¹ Thapelo Ketlogetswe | 4 х 400 м  | 3:02,24 НР   | 3:05,74 НРС    | 8. у гр 1      |                      |                      | Нису се квалификовали | 22 / 24        | Архивирано на веб-сајту (6. јануар 2014) |
| Кабело Кгосијеманг                                             | скок увис  | 2,34 НР      | 2,26           | 6 у гр. А      | 2,25                 | =10 / 25 (27)        |                       |                |                                          |

- Атлетичар у штафети означен бројем учествовао у још једној дисциплини.

### Жене
| Атлетичарка                                                                             | Дисциплина | Лични рекорд | Квалификације | Квалификације | Полуфинале | Полуфинале | Финале                | Финале  | Детаљи |
| Атлетичарка                                                                             | Дисциплина | Лични рекорд | Резултат      | Место         | Резултат   | Место      | Резултат              | Место   | Детаљи |
| --------------------------------------------------------------------------------------- | ---------- | ------------ | ------------- | ------------- | ---------- | ---------- | --------------------- | ------- | ------ |
| Амантле Монтшо                                                                          | 400 м      | 49,33 НР     | 50,75 КВ      | 1. у гр. 5    | 49,56 КВ   | 1. у гр. 1 | 49,41                 |         |        |
| Goitseone Seleka Lydia Mashila Oarabile Babolayi Амантле Монтшо¹ Christine Botlogetswe* | 4 х 400 м  | 3:31,27 НР   | 3:38,96 НРС   | 6. у гр. 2    |            |            | Нису се квалификовале | 15 / 16 |        |

- Атлетичарке означене бројевима, су учествовале у више дисциплина, а звездицом да су биле резерва у штафети.